# Eosimias
Eosimias és un gènere extint de primats primitius, que fou descobert i descrit el 1999 a partir de fòssils de les fissures càrstiques de Shanghuang, al sud de la província xinesa de Jiangsu. Forma part de la família dels eosímids i conté tres espècies: Eosimias sinensis, Eosimias centennicus i Eosimias dawsonae. El seu esquelet és similar al de l'avantpassat comú de tots els haplorrins (incloent-hi tots els simis). El nom Eosimias significa 'mico de l'albada' i deriva de l'ètim grec eos ('alba') i l'ètim llatí simus.